# Ivan Kramskoj

Zelfportret, 1867, Tretjakovgalerij, Moskou

Ivan Nikolajevitsj Kramskoj (Russisch: Иван Николаевич Крамской) (Ostrogozjsk, 27 mei/8 juni 1837 - 24 maart/5 april 1887) was een Russisch kunstschilder en kunstcriticus. Hij was de intellectueel leider en een van de oprichters van de stroming van De Trekkers (Peredvizjniki).
Kramskoj studeerde van 1857 tot 1863 aan de Keizerlijke Academie der Schone Kunsten te Sint-Petersburg. Als leider van de Opstand van de veertien, die weigerden een tekening te maken van een examenonderwerp, werd hij van de Academie verwijderd, en begon hij zijn eigen groep, de Artel van kunstenaars, dat een voorloper was van De Trekkers.
Kramskoj werd sterk beïnvloed door democratische revolutionaire denkbeelden, en vond dat een kunstenaar een grote plicht had om het publiek bij de sociaal-kritische kunst te betrekken. Daarvoor moesten realistische schilderijen gemaakt worden. Uit deze ideeën vloeide de stroming van De Trekkers voort. In de periode 1863-1868 gaf Kramskoj les; in deze periode maakte hij veel portretten van beroemde schrijvers als Leo Tolstoj en Michael Saltykov-Sjtsjedrin, de schilder Ivan Sjisjkin, de kunstverzamelaar en maecenas Pavel Tretjakov en de arts Sergej Botkin. Alle portretten hebben een simpele compositie, waardoor het karakter extra sterk tot uiting komt.
Een van de belangrijkste schilderijen van Kramskoj is Christus in de woestijn uit 1872. Hiermee continueerde hij de humanistische lijn van Alexander Ivanov, waarbij hij een religieus aspect introduceerde in het moraalfilosofische ontwerp. In de Christusfiguur is duidelijk het idee van de heroïsche zelfopoffering te zien. Al met al is Kramskoj essentieel geweest voor het ontstaan van de Russische Gouden eeuw van de schilderkunst.

## Galerij

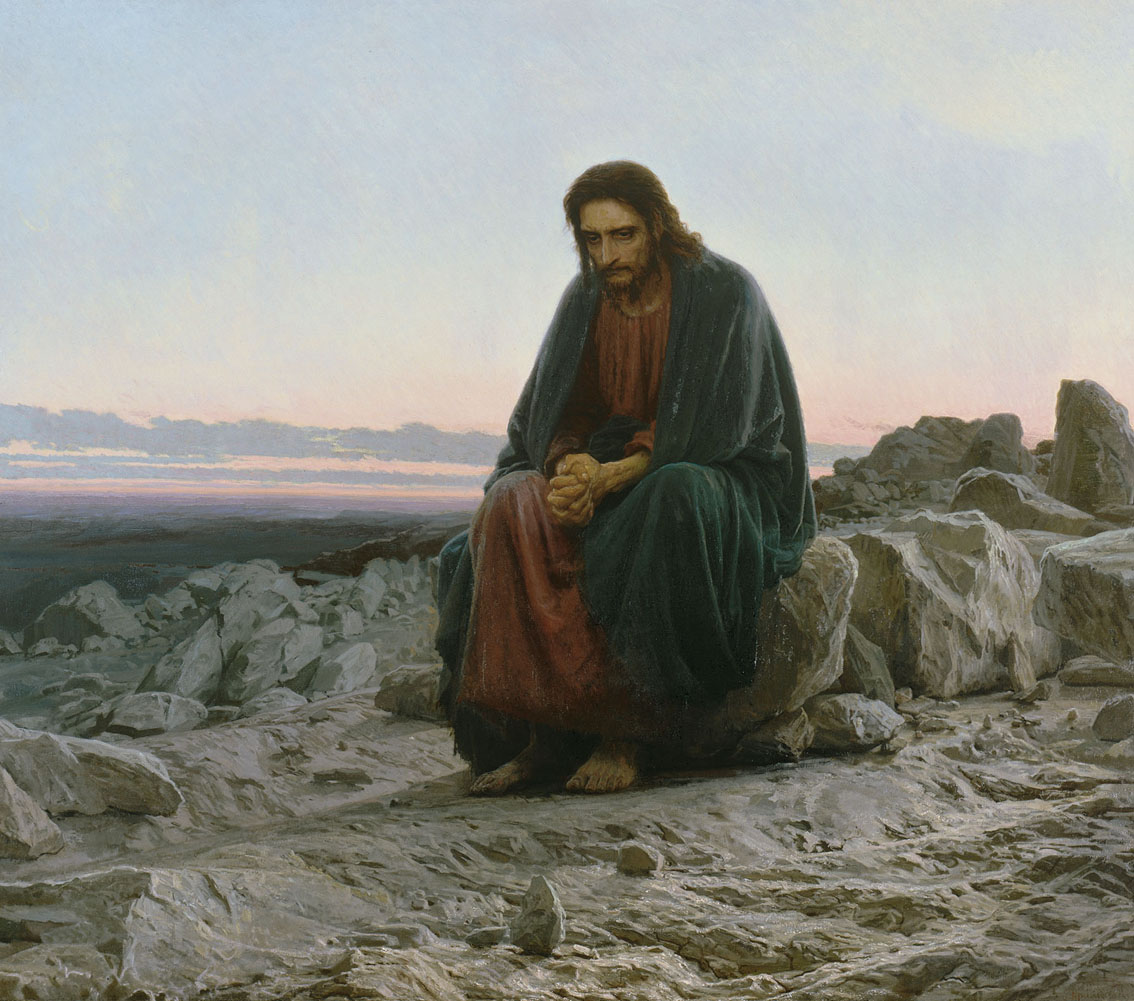
Christus in de woestijn,1872, Tretjakovgalerij, Moskou
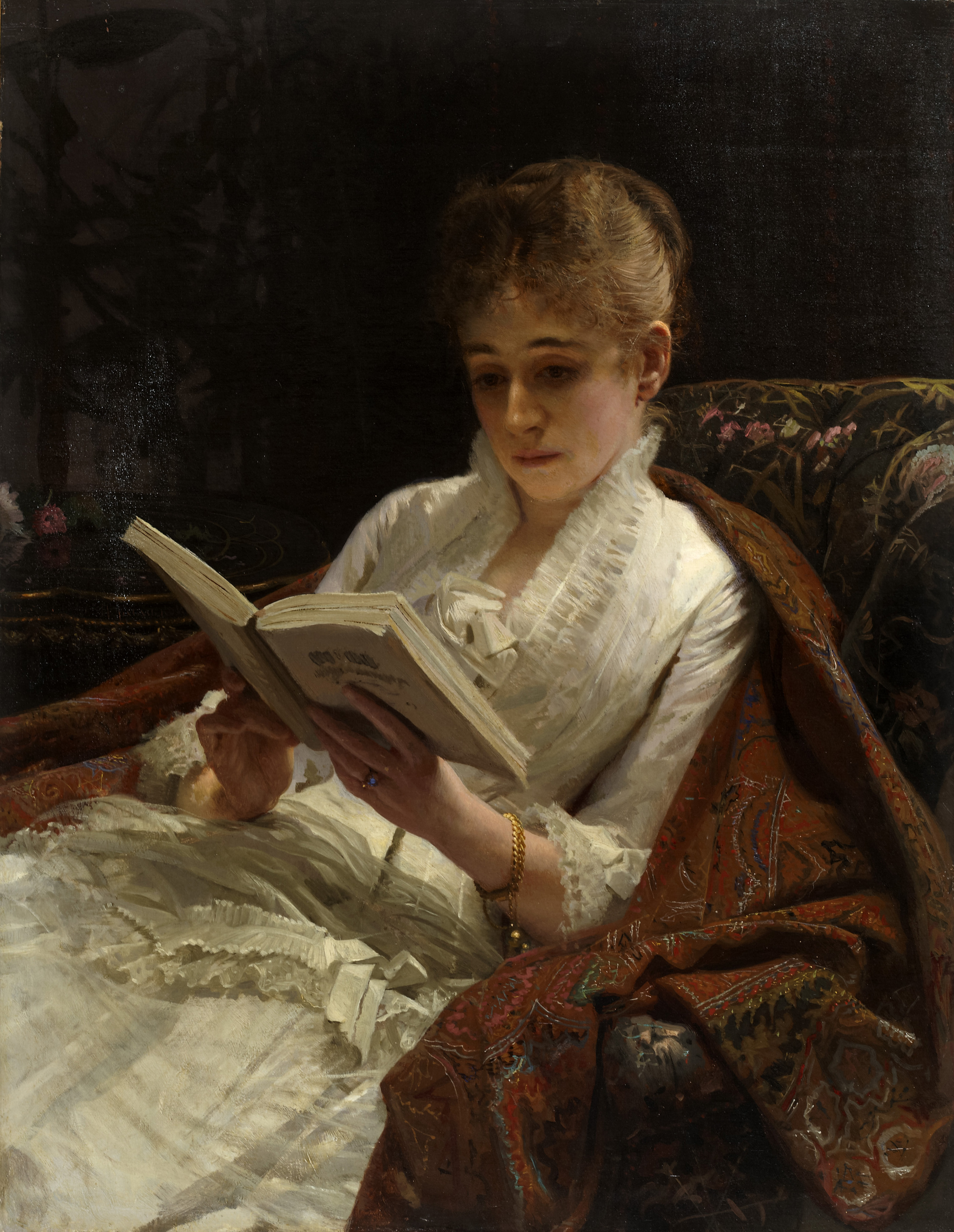
Portret van een Dame, 1881, Ekaterinburg Museum of Fine Arts
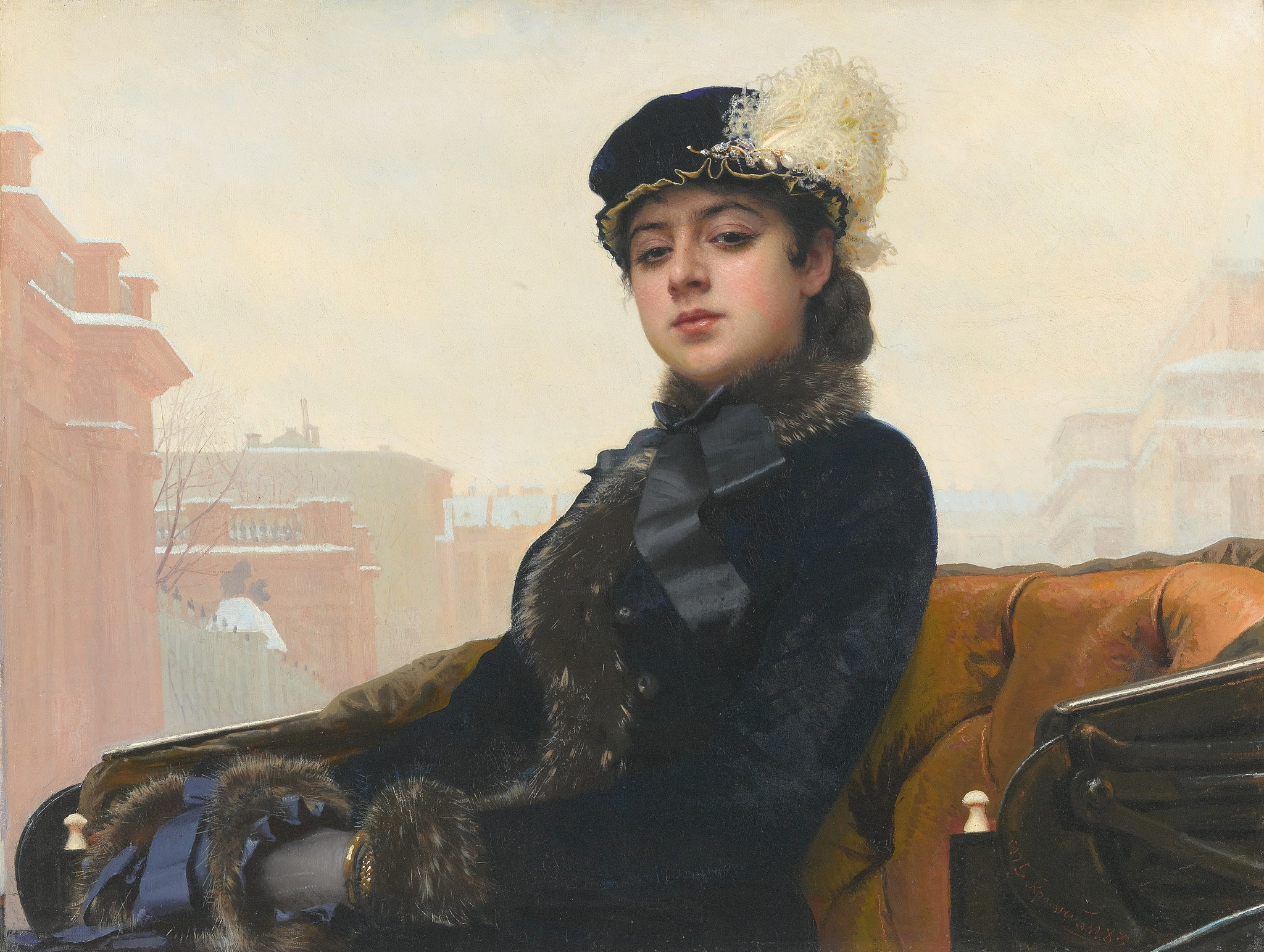
Portret van een onbekende vrouw, 1883, Tretjakovgalerij, Moskou
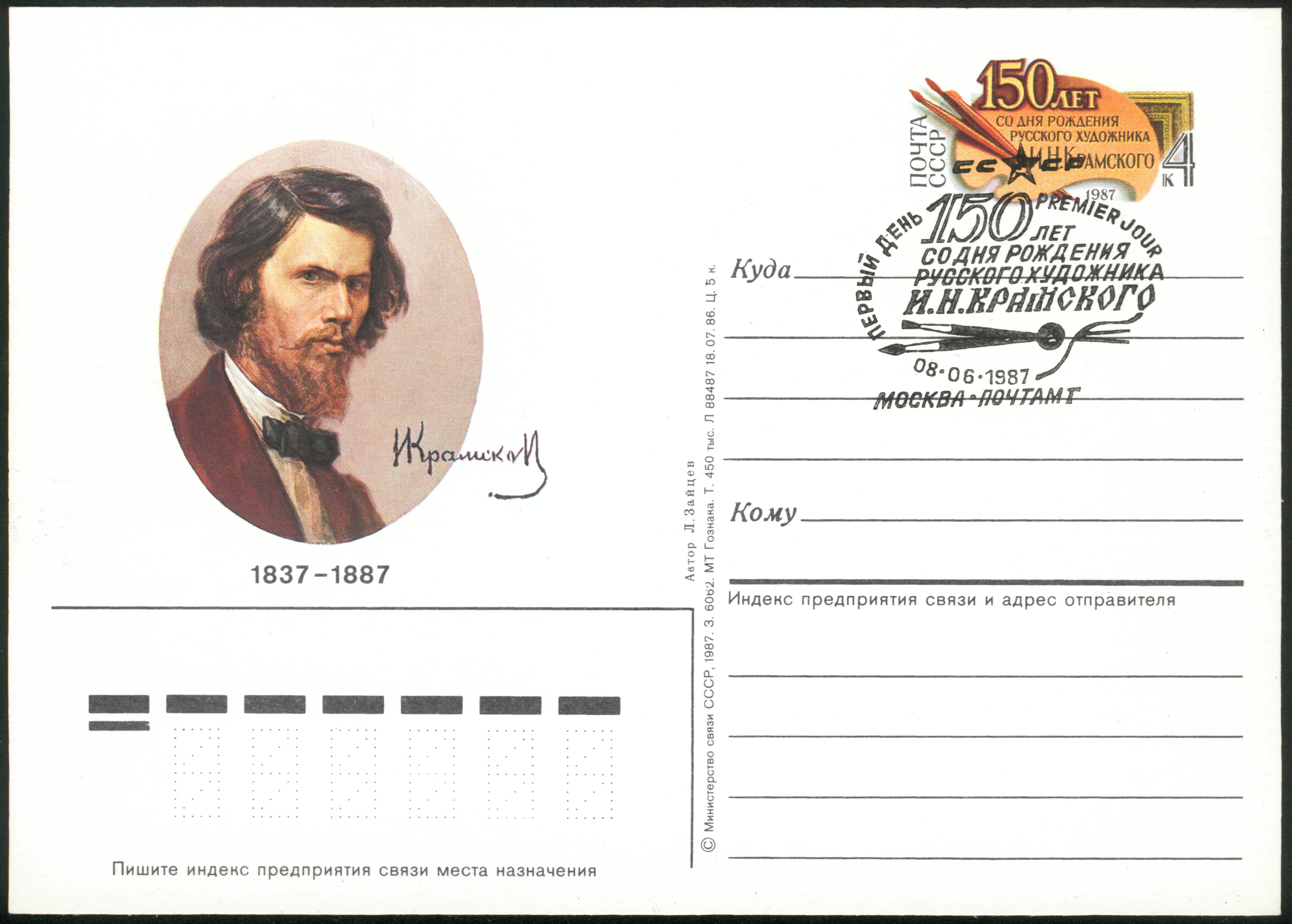
Russische briefkaart gewijd aan Kramskoj (1987)

- CiNii: DA14327927
- Gemeinsame Normdatei: 118912607
- International Standard Name Identifier: 0000 0000 8353 3398
- Library of Congress Control Number: n81024486
- Nationale Bibliotheek van Letland: 000093624
- Bibliotheek van het Japanse parlement: 00620950
- Nationale Bibliotheek van Tsjechië: jo2007299762
- Nationale Bibliotheek van Israël: 987007444010205171
- Nationale Bibliotheek van Polen: a0000001227164
- Nederlandse Thesaurus van Auteursnamen: 070621152
- RKD-Nederlands Instituut voor Kunstgeschiedenis: 46280
- SNAC: w61v9111
- Système universitaire de documentation: 064124835
- Union List of Artist Names: 500013121
- Virtual International Authority File: 5729921
- WorldCat: E39PBJbMdwgvXvMCFr4kDqpByd